# هنريكي نوغويرا
هنريكي نوغويرا هو لاعب كرة قدم برتغالي في مركز الدفاع، ولد في 19 أكتوبر 1986 في فافي في البرتغال. لعب مع أكاديميكا كويمبرا وبلاكبيرن روفرز وديبورتيفو داس أيفيس وسبورتينغ براغا ونادي أروكا ونادي بوافيشتا وياغيلونيا بياويستوك.

## وصلات خارجية
- هنريكي نوغويرا على موقع قاعدة بيانات كرة القدم.إي يو (الإنجليزية)
- هنريكي نوغويرا على موقع Soccerway.com (الإنجليزية)
- هنريكي نوغويرا على موقع AS.com (الإسبانية)